# Драган Марковић (кошаркаш)
Драган Марковић (Штип, 24. април 1974) је бивши српски кошаркаш. Играо је на позицији крила.

## Каријера
Каријеру је почео у екипи суботичког Спартака где је био до 1999. године када прелази у Партизан. Након две сезоне у Партизану прелази у Проком Трефл Сопот где проводи наредне три сезоне и у том периоду осваја један Суперкуп Пољске. На почетку сезоне 2004/05. кратко је био играч крушевачког Напретка да би убрзо прешао у украјински Азовмаш. Од 2005. до 2007. године је био играч белгијске екипе Монс-Ено и са њима осваја Куп Белгије 2006. године. Последње три сезоне (2007–2010) је провео играјући у Кошаркашкој лиги Србије за крушевачки Напредак.
Са младом репрезентацијом СР Југославије је освојио бронзану медаљу на Европском првенству 1996. године у Турској.

## Успеси

### Клупски
- Проком Трефл Сопот:
  - Суперкуп Пољске (1): 2001.
- Монс-Ено:
  - Куп Белгије (1): 2005.

### Репрезентативни
- Европско првенство до 22 године:  1996.